# Kami
Kami (神 shin, kami, "gud" eller "ånd") er gudsbegrebet i den japanske religion shinto (神道).
Gudsbegrebet er dog langt mere udflydende end det, der kendes fra mange andre religioner og kan forstås som en ekstraordinær kraft.
Kami kan forstås som både egentlige gude-skikkelser og mytologiske åndeskikkelser, men også ophøjede væsener, steder eller begreber, der findes værdige til dyrkelse i shinto.
Den engelske religionshistoriker Carmen Blacker inddeler kami-kræfterne i 5 kategorier:  
1. De kræfter, som bor i genstande i naturen. Det kan være træer, atypiske sten eller særlige bjerge.
2. De kræfter som er knyttet til visse håndværk, fx fiskere, jægere, tømrere osv.
3. De kræfter, som er knyttet til slægten, kaldt for Ujigami. Disse kræfter er knyttet til en enkelt familie eller landsby.
4. Levende eller afdøde mennesker som tilbedes som kami. Disse kaldes for ikegami.
5. De guder, som man kan finde i den oprindelige skabelsesmyte om solgudinden Amaterasu  som den figurerer i den første bog i historieværket Kojiki[1].

Typisk lever kami i en verden udenfor menneskenes, men kan lokkes hertil gennem ritualer og festivaler. Matsuri er et eksempel på en sådan festival. Netop fordi kami oftest ikke har en synlig form, tager de bolig i forskellige genstande og personer, eller knytter sig til grupper af personer.
Kami kendes også fra kamikaze, der betyder guddommelig vind.